# Музей борьбы за освобождение Украины (Прага)
Музей борьбы за освобождение Украины — украинский музей дипломатических документов времен Украинской Народной Республики и Украинского государства (1917—1921). Существовал с мая 1925 по 1948 год в Праге, Чехословакия.

## История

### Учреждение
Музей был создан в мае 1925 года усилиями известных украинских дипломатов: Дмитрия Антоновича (бывшего руководителя миссии УНР в Риме), Дмитрия Дорошенко (министра иностранных дел Украинского государства), Степана Смаль-Стоцкого (Западно-Украинская народная республика, посол в Чехословакии) и Андрея Яковлева (директор отдела иностранных дел, офицер связи МИД и глава дипмиссии УНР в Бельгии и Нидерландах).

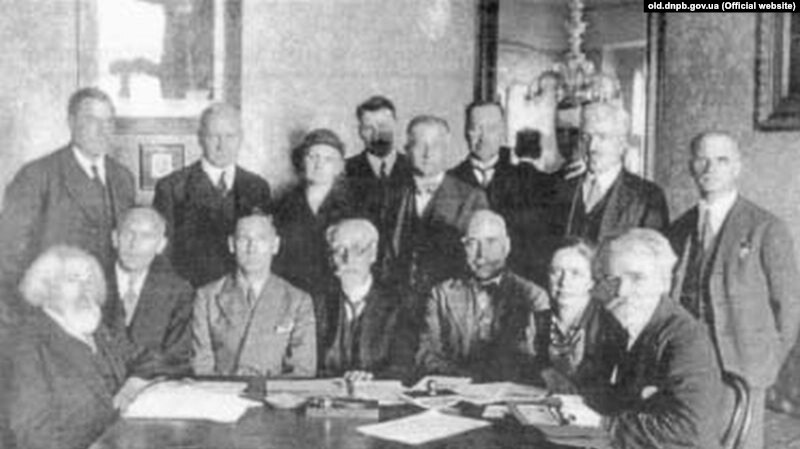
«Собрание Общества МВБУ. Сидят слева направо: Сирополко, Вировой, Антончук, Иван Горбачевский, Яковлев, Антоновичева, Антонович. Стенд: Телухин, Иваницкий, Сыропольцова, Нарижный, Палька, Кабачки, Мирный, Емельянович-Павленко

Чехословакия была одним из центров украинской эмиграции в Западной Европе после поражения борьбы за освобождение украинского народа в 1917—1921 гг. В Праге располагалось большое количество украинских научных обществ, исследовательских учреждений и различных неправительственных организаций: Украинское историко-филологическое общество в Праге, Украинское юридическое общество в Праге, Украинское общество любителей книги в Праге, Украинское педагогическое общество в Праге и другие. В результате географическая близость к Украине, большая численность автохтонного украинского населения, либеральная политика властей в отношении украинских эмигрантов стали основной предпосылкой значительной концентрации украинской политической и научной элиты и ее активной национальной жизни в Чехословакии. Одним из результатов этой деятельности стало создание Общества „Музей украинской освободительной борьбы“. Причиной создания Общества стала идея создания одноимённого музея. 16 января 1925 года Министерство иностранных дел Чехословакии при поддержке Томаша Масарика утвердило устав общества „Музей украинской освободительной борьбы“, задача которого определялась как „научное исследование всего, что касается борьбы за освобождение путем сбора, сокрытия и описания всех предметов и материалов, связанных с этими целями, для обеспечения возможности осуществления научной работы на их основе“. Для достижения этой цели Обществу пришлось организовать и содержать музей и архив, где планировалось собирать памятные знаки украинской освободительной борьбы — книги, журналы, фотографии, военную одежду, оружие, документальные материалы исторического и научная ценность. Кроме того, предусматривалось организовывать выставки, способствовать научной разработке и исследованию знаков-напоминаний, организовывать научные и популярные чтения, издавать каталоги, журналы, книги и репродукции.

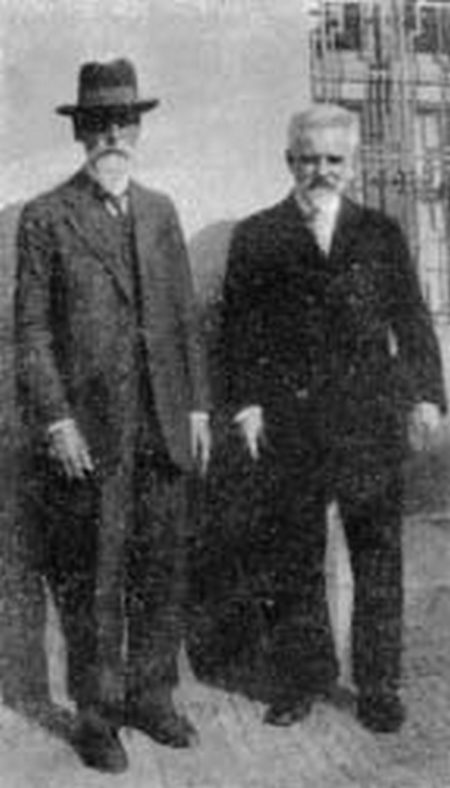
Первый председатель Общества „Музей освободительной борьбы Украины“ академик профессор Иван Горбачевский и директор музея профессор Дмитрий Антонович Архив Мушинки

Первое собрание Общества состоялось 28 мая 1925 года. В состав Совета избраны академик Иван Горбачевский (председатель Общества), профессор Лотоцкий (заместитель председателя) и другие члены: М. Омельянович-Павленко, А. Колесса, В. Биднов, В. Старосольский, М. Кордуба. и другие. Поэтому в состав Правления Общества входили видные деятели науки и культуры, и это значительно повысило статус Общества и оказало положительное влияние на выработку принципов его работы.
С первых же дней Общество развернуло активную работу по созданию музея, где можно было бы хранить все исторические документы, связанные с историей борьбы за освобождение украинского народа. Музей был открыт в мае 1925 года; его директором стал профессор Дмитрий Антонович. Создание Музея украинской освободительной борьбы объединило всех, кто боролся за идеалы государства и защищал их, а также тех, кому предстояло прийти впоследствии и найти документы реальной истории. Каждый основатель мог считать себя патриотом и представителем высшей идеи государства.
Активный процесс пополнения коллекции начался сразу после основания музея. Как было сказано в документе:

«Не было ни одного дня, чтобы в музей не поступали новые материалы, иногда больше, иногда меньше, иногда их привозили на тележках или дрезинах…»

### Независимая работа
В апреле 1926 года перед Обществом встала проблема закрытия музея. Чешские власти настаивали на том, чтобы здание, отведенное под музей, было освобождено, а все документы переданы в архив МИД Чехословакии. На заседании 17 июня 1929 года Правление Общества постановило:

«Пока у Общества еще есть силы вести самостоятельную работу, оно должно вести ее под своим авторитетом, пользуясь доверием горожан, которые много раз безвозмездно отдавали музею все свои сокровища только ради их сохранения, очень часто обращая тех в подарок музею».
По итогам встречи Общество взяло на себя ответственность найти здание для музея и осуществлять его деятельность без какой-либо помощи со стороны властей.
В этой ситуации помог американский бизнесмен украинского происхождения Лысюк. В 1929 году он посетил Прагу по своим делам. Он был удивлен количеством документов и понял их значение для истории Украины. Ознакомившись с характером собранных материалов и попутно с плохим финансовым состоянием музея, Лысюк согласился его финансировать. Содержание музея в то время обходилось примерно в 350 долларов в год. Эта регулярная финансовая поддержка способствовала стимулированию деятельности общества и музея.
Общество „Музей борьбы за освобождение Украины“ на общем собрании 27 июня 1933 года объявило национальный праздник воссоединения украинских земель — 22 января — Днем Музея украинской освободительной борьбы. Обращаясь к украинцам по случаю создания этого праздника, профессор Иван Горбачевский написал:

«День праздника провозглашения двух важнейших исторических актов — 22 января 1918 года и 22 января 1919 года — является днем МУЛС. Пусть в этот день каждый украинец, мужчина и женщина, послужит национальному украинскому делу, делая пожертвования по мере своих возможностей…Выполняя эту работу, украинские граждане сделают все возможное, чтобы гарантировать существование Музея, коллекции которого не только являются свидетельством тяжелого пути прошли мимо украинского народа, но и призвали его к дальнейшей борьбе за независимость Украины. Давайте все в полной мере выполним этот долг из уважения к памяти незабвенных борцов за свободу и независимость Украины».— Иван Горбачевский
Поэтому, согласно документам, главной целью Общества и его членов было сохранение идеи украинской государственности и национального единства. Все листовки с такими призывами были разосланы в различные учреждения и организации, объединив таким образом большой круг единомышленников и борцов за независимость.
21 апреля 1934 года библиотеке Музея борьбы за освобождение Украины было присвоено имя её выдающегося мецената профессора Ивана Горбачевского в честь его 80-летия. В 1935 году Правление Общества торжественно отметило свое десятилетие, организовав юбилейную выставку в центре Праги — в Промышленном музее, на крыше которого развевался украинский жёлто-синий флаг. На выставке были представлены фотографии из жизни украинских сечевых стрельцов, работы украинцев, захваченных в годы Первой мировой войны, а также многие другие экспонаты. Торжественное мероприятие Академии по случаю 10-летия Музея борьбы за освобождение Украины состоялось в Большом зале философского факультета Карлова университета в присутствии представителей 35 украинских учреждений и организаций.

### Новое здание

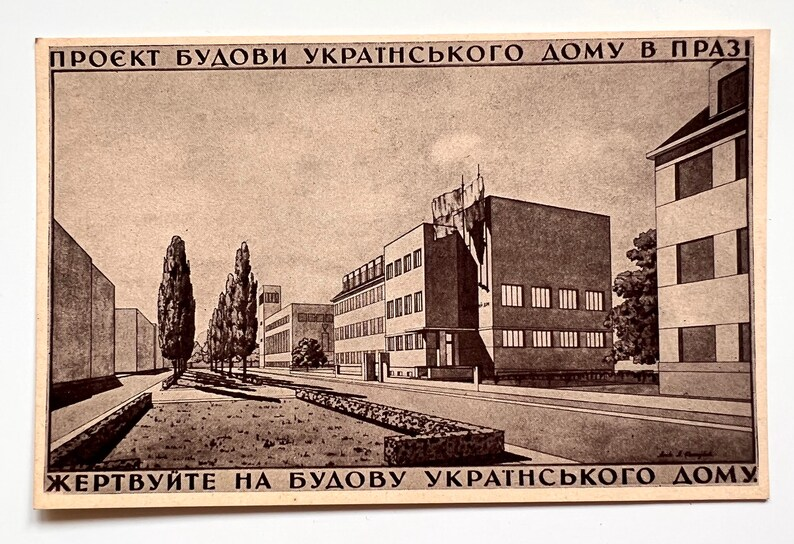
Проект здания Музея борьбы за освобождение Украины

На общем собрании общества „Музей борьбы за освобождение Украины“ 9 июня 1927 года Владимир Старосольский, профессор государственного права УВУ и Украинской коммерческой академии в Подебрадах, предложил идею строительства для музея отдельного здания. Это предложение перешло в активную фазу на общем собрании Общества 7 октября 1932 года, когда украинский меценат Яков Макогин согласился покрыть половину стоимости его строительства. Впоследствии было решено построить целый комплекс — Украинский дом, частью которого должен был стать музей. Многие украинцы отправляют свои пожертвования в Прагу, откликнувшись на призыв правления Общества. Наибольший вклад внесло Украинское бюро в Лондоне, которое возглавляли Макогин и Кисилевский.
Объявление о создании Украинского дома и призывы к финансовым пожертвованиям на строительство здания были опубликованы почти во всех украинских эмигрантских газетах. Эти призывы часто содержали призывы к единству и созданию независимого украинского государства.
Однако строительство нового дома Украинского дома могло затянуться на многие годы, а хранение фондов музея было неотложным. В 1937 году общество решило не строить, а купить готовый дом для музея. Главными инициаторами покупки дома для музея были Дмитрий и Степан Смальстоцкие. 16 марта 1938 года Правление Общества музеев приобрело трехэтажное здание на улице Горимирова, 6 в районе Нусле. В 1938—1939 годах его реконструировали под музей. Новая выставка музея в новом здании открылась 29 июня 1939 года.

### Во времена Протектората
В 1939 году, после распада Чехословакии в результате Мюнхенского договора и провозглашения так называемого Протектората Богемии и Моравии, власти нацистской Германии упразднили все общественные организации на оккупированных территориях, в том числе Общество Министерства Внутренние дела. Однако Антоновичу, Наризному и другим удалось убедить власти протектората в том, что Общество „Музей борьбы за освобождение Украины“ никогда не занималось и не планирует заниматься политикой. 6 июля 1940 года оккупационные власти утвердили устав Общества МВБУ и разрешили ему возобновить деятельность. В 1940 году состоялось празднование 15-летия музея. Общество решило отметить этот юбилей не громкими речами и тостами, а серией из восьми тематических выставок на музейных материалах. Почти каждая выставка была организована в большом выставочном зале и пяти комнатах поменьше в новом здании МВД. Наиболее значимой стала выставка к 100-летию издания „Кобзаря“ Тараса Шевченко, устроенная по материалам Шевченковского отдела Музея летом 1940 года. Дальнейшие выставки были посвящены следующим темам: Украинская периодика, Украинские календари, Украинские издания в Азии, Уставы и положения украинских учреждений и организаций, Достопримечательности украинского академического сообщества в Праге, Украинские клепсидеры и другие траурные послания, Почтовые открытки украинских учреждений.
Музей постоянно находился под надзором немецкого гестапо, было проведено несколько обысков, а в 1943 году директор музея Дмитрий Антонович был арестован. Война полностью разорвала связи музея с США, Канадой и Великобританией, где располагалась его основная финансовая база. Вместо этого в Прагу приехали несколько учёных из Украины и разрешили музею раздать музейным специалистам отснятый материал своих постоянных сотрудников. Профессора Владимир Мияковский и Лев Окиншевич приехали из Восточной Украины. В Прагу прибыл и профессор Владимир Дорошенко. Все они стали долгосрочными научными сотрудниками Музея и Общества. Самой большой проблемой, с которой музей столкнулся в этот период, была нехватка финансов. По данным газеты „Украинская реальность“, Музей освободительной борьбы Украины в начале 1943 года увеличил ежегодные членские взносы, чтобы получить больше средств. Те, кто внес 30 марок, становились пожизненными членами Общества, а имя человека, внесшего 100 марок, можно было найти в списках членов. В условиях военного кризиса это не полностью пополнило кассу музея.
Во время войны музей также вел интенсивную народно-просветительскую работу. Студенты здесь часто проводили неформальные „уроки патриотического воспитания“ под руководством директора Дмитрия Антоновича и его заместителя Нарезного, а также членов их семей. В конце 1944 года профессор Дмитрий Антонович был госпитализирован на длительное лечение. Правление Общества единогласно утвердило новым директором Симона Наризного. Однако он подал в отставку, и правление Общества назначило Владимира Дорошенко, который занимал этот пост до отъезда из Праги в апреле 1945 года.

### Разрушение
Во время освободительной операции союзных войск против нацистской Германии 14 февраля 1945 года на оккупированную нацистами Прагу были сброшены тонны бомб, были разрушены сотни зданий, в том числе здание Музея борьбы за освобождение Украины. Из-под завалов было извлечено множество музейных экспонатов и документов. Их передали в помещения Чешской национальной библиотеки в Клементинуме, а также в архив МВД.
Свидетелями этого были Наталья Нарижная — дочь директора музея с 1945 по 1948 год Симона Нарижного и поэтессы Пражской школы Ирины Нарижной:

«…в среду, 14 февраля 1945 года, ровно в 12 часов 40 минут, Прага была засыпана американскими бомбами. Полет производился так называемым ковровым способом — самолеты-себиды накрывали Прагу в определенном строю и одновременно время все летчики нажимали смертоносные кнопки. Процедура длилась пять минут и оставила на улицах Праги более пяти тысяч трупов (между трупами играла жена бывшего главы правительства УНР профессора Исаака Мазепы с двумя внучками в соседнем парке), жилые дома, отмеченные знаками главной стойки Праги Красного Креста и Музея. Где-то я читал, что бомба упала возле Музея. Это ошибка. Бомба упала под входную дверь музей, вырывая под самой стрелой квартиру дворника Громаса, нашу и оба этажа… Отец, который никогда не видел маму в таком истерическом состоянии, дал мне плащ, чтобы я их снесла, и стал искать свеча и спички, поэтому он спустился по лестнице на пару шагов позади меня. Как видите, маму больше никто не слушал. В обществе, с которым я познакомился в коридоре, просто сказали, что „милостпани се бритая“ (по-украински это будет „дама благодетельница сумасшедшая“). В хранилище было совершенно темно. Внезапно стена за моей спиной бесшумно сдвинулась. После громкой молитвы матери, крика Мэри, а главное, после того, как отцу удалось втянуть внутрь правую ногу, подавленную дверью, кирпичом и всем остальным, нужно было найти выход в этой темноте, выбраться из приют, где через пыльцу дышать было почти невозможно. В тот момент, когда казалось, что все исчезло, маленький луч солнца каким-то образом проскребся сквозь доски и упал на большую лопату.
Отец, не теряя времени, схватил лопату в руки и начал пробивать стену к соседнему дому. Мария успокоилась, мать лишь молча крестилась. В конце концов в стене образовалась дыра, и четверо Наризни смогли проползти в соседний дом… Отец первым выскочил на улицу. Он вернулся почти сразу. Его черные волосы были очень седыми. Музей разрушен. Максим Рыльский писал: …Слеза однажды родится соленой, тем она горячее, потому что она одна…. Я проглотил свою слезу»— Наталья Нарыжная, 

### Расформирование
После Второй мировой войны музей был официально закрыт коммунистическими властями Чехословакии. Фонды музея были вывезены в СССР, где использовались для борьбы с украинской эмиграцией и противостоянием советской власти на Украине.
По мере продвижения Советов украинская интеллигенция устремлялась на Запад. В Праге остались те, кто наивно полагал, что они „не навредят“, работая на развитие украинской культуры, и что СССР, выиграв войну, станет демократическим государством под влиянием западных союзников и будет толерантен к их политической деятельности. Среди таких „оптимистов“ был и Нарижный. Именно на него выпала самая трудная миссия по спасению уцелевших коллекций. Аресты среди украинской эмиграции набирали обороты. Но это не испугало Нарижного. Он остался в Праге охранять фонды музея. Ведь вывезти многие тонны материалов за границу или надежно спрятать их в Чехословакии было физически невозможно.
7 апреля 1945 года Симон инициировал общее собрание Общества, на котором его председатель Дмитрий Дорошенко предложил изменить название музея на „Украинский музей“. Все чувствовали, что Советы не оставят в покое учреждение с таким названием, как „Музей освободительной борьбы Украины“. Поэтому к его переименованию прибегли, так как новое название показалось более нейтральным, чем предыдущее. 19 июня 1945 года бойцы „Смерша“ под командованием старшего лейтенанта Перлина объявили все материалы МВД в Клементинуме и архив МВД неприкосновенной собственностью Советского Союза. Они были официально запечатаны. О фактической конфискации уцелевших музейных фондов руководству музея никто не сообщил. Поскольку чешские коммунистические власти игнорировали жалобы на подобные действия со стороны Нарижного, он в отчаянии написал Сталину два письма (6 августа и в конце сентября 1945 г.), в которых доказывал, что имущество музея является собственностью украинского правительства. И вскоре, следуя инструкциям из Москвы, чешские власти были вынуждены передать имущество Украинского музея его первоначальному владельцу. Дело было выиграно. Однако средства музея были заблокированы, а здание разрушено.
Нарижный традиционно обратился за помощью к диаспоре в США, которая была главным покровителем музея. Однако диаспора отреагировала прохладно. Она подозревала его в сотрудничестве с СССР. Прежде всего потому, что он обратился непосредственно к Сталину. И это тоже вызвало неприятное недоразумение. А именно: в октябре 1945 года из Праги в Украинскую ССР был вывезен архив Украинского исторического кабинета, который был государственным учреждением и собственностью Министерства иностранных дел Чехословакии. Тогда по прямому указанию Берии группа видных архивистов Украины приехала в Прагу и добилась от правительства Чехословакии согласия на вывоз материалов УИК в Центральный государственный исторический архив в Киеве „в дар Чехословакии Украинской академии наук в знак искренней дружбы чешского и украинского народов“. Об этом событии говорилось в одном из номеров чешского иллюстрированного журнала „Свмт Совету“ за 1945 год — была опубликована фотография с подписью: „Чехословацкое правительство передает украинский исторический кабинет правительству Украинской ССР“. Это сообщение перепечатали главные украинские журналы на Западе. Некоторые издатели „исправили“ название учреждения с „Украинский исторический кабинет“ на „Музей освободительной борьбы Украины“. Диаспора знала о смене названия, но никто не разбирался в ситуации. Эта статья подорвала авторитет Нарижного. Так ложь стала „правдой“, хотя все сохранившиеся архивы музея по состоянию на 1945 год сохранились в Праге. Под влиянием этой информации Лысюк в 1946 году написал письмо С. Нарижному с требованием прислать ему по почте хотя бы ценнейшие архивные материалы о национально-освободительной борьбе Украины и выслал 200 долларов на почтовые расходы. Однако ему было отказано, и деньги отправили обратно. Тогда, в 1947 году бывший покровитель Министерства внутренних дел и коммуникаций Украины Х. К. Лысюк основал в Онтэрио, штат Калифорния, собственный Украинский национальный музей, объявив его наследником якобы несуществующего Министерства внутренних дел и коммуникаций в Праге.
В 1946—1947 годах чешская и словацкая пресса была полна антиукраинских выступлений в связи с наличием на территории республики вооружённых частей Украинской повстанческой армии, которые пытались легально проникнуть в Австрию и Германию (в американскую зону) через Чехословакию. 6 февраля 1947 года просоветский Славянский комитет направил в МВД Чехословакии письмо, в котором указывалось на „антисоветский“ и „антигосударственный“ характер деятельности Общества „Музей освобождения“. Борьба Украины» в Праге в прошлом и требовали её запрета. Интересно, вспомнил ли в той ситуации Нарижный о предложении Лысюка вывезти фонды музея в нейтральную Швейцарию ещё до войны?
6 января 1947 года Прагу случайно посетил доктор Владимир Галан (1893—1978), президент Объединённого украинско-американского комитета помощи (UUARC) в Филадельфии. Он был впечатлен большим количеством предметов, хранящихся в музее, и пообещал финансовую помощь. УУАРК была самой известной украинской организацией на Западе. Он был основан в 1944 году для оказания материальной помощи, назначенной американским правительством украинцам на родине и в диаспоре. Но через некоторое время УУАРК заявил, видимо, под влиянием Лысюка, что готов оказать музею финансовую помощь при условии, что все его средства перейдут в его собственность. В конце концов Нарижный согласился на это предложение. Подготовлены и официально удостоверены документы о передаче имущества Министерства внутренних дел и коммуникаций в Праге УУАРК в постоянную собственность. Но было уже слишком поздно… Просоветское правительство Чехословакии, конечно, не допустило передачи архива музея в США, о чём свидетельствовали последующие события.
Уже в начале марта 1948 года органы безопасности установили негласное наблюдение за Украинским музеем и его сотрудниками. 26 марта музей был официально закрыт, у Нарижного изъяты ключи, печати и «ценности», а общество «Музей освободительной борьбы Украины» ликвидировано. 30 марта 1948 года её председателю Заклинскому было вручено постановление Земского народного совета о закрытии. В нём, среди прочего, была указана причина ликвидации музея:

«Общество «Музей освободительной борьбы Украины», базирующееся в Праге с 1925 года,... было основано правоориентированной группой украинской эмиграции, опиравшейся на различных противников советской власти, собравшихся под видом научных работ, антисоветских политических материалов...».
Заклинского арестовали ночью на одной из остановок городского транспорта Праги и отправили на семь месяцев в психиатрическую больницу в Богнице. В это время начался процесс вывоза фондов музея в СССР. Никакие жалобы и обращения Симона Нарижного не помогли остановить ликвидацию музея. Более того, государственные власти Чехословакии не продлили ему право на пребывание в стране, поэтому в конце февраля 1950 года он и его семья покинули страну.
Между тем, ещё во второй половине апреля 1948 года во двор Клементинума ночью пришли грузовики, груженные некоторыми архивными материалами Министерства внутренних дел и коммуникаций. Сотрудники Национальной и университетской библиотек не знали, откуда были взяты эти материалы. Это считалось «государственной тайной». Уже известно, что прибытие материалов Министерства внутренних дел и коммуникаций из Праги в СССР произошло в 1958 году, поэтому в июле и декабре 1983 года фонды музея были рассредоточены по различным учреждениям СССР. Часть из них осела в Москве, а часть оказалась в Украине, и они были распределены по архивам Киева, Харькова, Львова, Ровно и Тернополя. Более восьми тонн материалов из Киева было передано в областной исторический архив в Береговом на Закарпатье. Некоторые материалы Министерства внутренних дел и связи хранятся в Славянской библиотеке и Центральных государственных архивах в Праге и Свиднике.

## Описание
В музее проводилась целенаправленная работа по накоплению и сохранению документов и экспонатов из истории Украинской революции. К началу Второй мировой войны его фонды насчитывали более миллиона предметов хранения в здании музея. В музее имелся свой архив. Фонды музея были разделены на 4 отдела. Первый раздел фондов составили документы МИД украинских правительств и их дипломатических миссий.

### Коллекция
В коллекцию музея вошли многие важные исторические документы, а также произведения искусства Галины Мазепы, Михаила Михалевича, Георгия Нарбута, Оксаны Лятуринской, Роберта Лисовского, Павла Ковжуна, Святослава Гордынского, Николая Бутовича, Юрия Вовка и многих других.

## Последствия
Сегодня часть материалов музея, связанных с балто-черноморской региональной внешней политикой Украинской Народной Республики и Украинского государства, находится в Государственном центральном архиве (Прага). Другая часть материалов попала в РФ, Канаду и США. До 100 дел из более чем 10 фондов «Пражского Украинского архива» (фонды «Министерство иностранных дел Украинской Народной Республики», «Секретариат Украинской Народной Республики», «Дипломатическая миссия» Украинской Народной Республики Украины в Париже", «Делегация Украинской Народной Республики» на Мирной конференции в Париже".